# Секешень (Сату-Маре)
Секешень, Секешені (рум. Săcășeni) — село у повіті Сату-Маре в Румунії. Адміністративний центр комуни Секешень.
Село розташоване на відстані 428 км на північний захід від Бухареста, 37 км на південний захід від Сату-Маре, 104 км на північний захід від Клуж-Напоки.

## Населення
За даними перепису населення 2002 року у селі проживали 1100 осіб.
Національний склад населення села:
| Національність | Кількість осіб | Відсоток |
| -------------- | -------------- | -------- |
| угорці         | 658            | 59,8%    |
| румуни         | 274            | 24,9%    |
| цигани         | 159            | 14,5%    |
| словаки        | 9              | 0,8%     |

Рідною мовою назвали:
| Мова      | Кількість осіб | Відсоток |
| --------- | -------------- | -------- |
| угорська  | 662            | 60,2%    |
| румунська | 334            | 30,4%    |
| циганська | 94             | 8,5%     |
| словацька | 10             | 0,9%     |